# Histoire du climat
L'histoire du climat est marquée par une alternance de phases de réchauffement et de glaciation ponctuant les changements climatiques successifs.

## Disciplines et historiographie
L'histoire du climat est reconstituée par deux disciplines : la paléoclimatologie pour les phases antérieures au début de la Préhistoire et la climatologie historique pour celles qui ont suivi.

## Phasage

Température globale moyenne au cours des 540 derniers millions d'années.

### Depuis l'Archéen

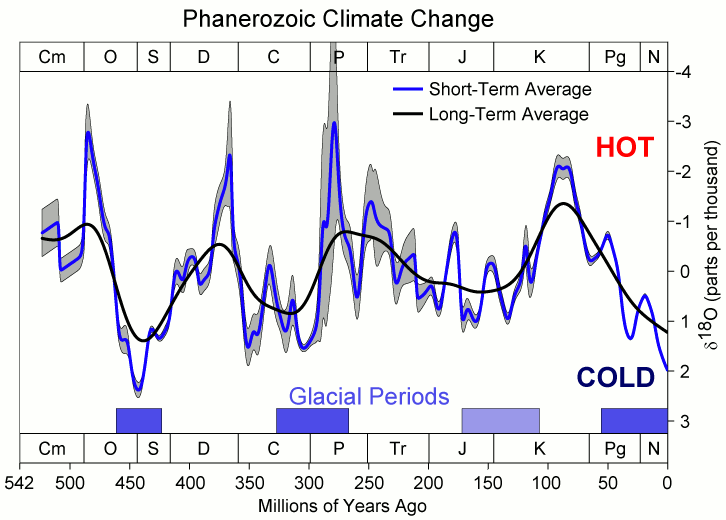
Histoire du climat : évolution des températures planétaires au Phanérozoïque.

- Paradoxe du Soleil jeune et faible, il y a entre 4,0 et 3,0 milliards d'années
- La Grande Oxydation, il y a environ 2,4 milliards d'années et qui a probablement entraîné la glaciation huronienne
- Il y a entre 650 et 600 millions d'années, la Terre boule de neige ou glaciation marinoenne de la fin du Néoprotérozoïque, précurseur de l'explosion cambrienne
- Extinction de masse de la fin du Botomien, il y a 517 Ma, cette extinction de masse ainsi que les deux suivantes sont mal comprises
- Extinction du Dresbachien, il y a 502 Ma
- Extinction du Cambrien-Ordovicien, il y a 485,4 ± 1,9 Ma
- Extinction Ordovicien-Silurien, il y entre 450 et 440 Ma, causée par une importante glaciation[1] possiblement due au mouvement des plaques tectoniques
- Glaciation de l'Andéen-Saharien, il y 450 Ma
- Extinction du Dévonien, il y a entre 380 et 360 Ma[2]
- Glaciation du Karoo, il y a entre 360 et 260 Ma
- Il y 305 Ma, un climat plus froid provoque la disparition des forêts du Carbonifère
- Extinction Permien-Trias, il y a 252,17 ± 0,06 Ma[3]
- Extinction Trias-Jurassique ou extinction T-J, il y a 200 Ma, les causes ne sont pas connues[4]
- Formation des trapps du Dekkan, il y a 66 Ma, peut-être à la suite de 30 000 années consécutives d'activité volcanique ou un impact important de météores
- Extinction Crétacé-Paléogène, il y a 66 Ma, (extinction des dinosaures non-aviens)[5]
- Maximum thermique du passage Paléocène-Éocène, il y a 55,8 Ma
- Optimum climatique de l'Éocène, il y a entre 54 et 49 Ma
- Événement Azolla, il y a 49 Ma, qui pourrait avoir mis fin à une longue période chaude
- Il y a entre 5,3 et 2,6 Ma, le climat du Pliocène est devenu plus froid et sec avec des saisons marquées, semblable au climat moderne
- Depuis 2,5 Ma jusqu’aux glaciations récentes de l'Holocène, avec de la glace permanente sur les régions polaires

### Quaternaire
Le Quaternaire est marqué par des périodes de glaciations successives, les variations liées au changement climatique ayant affecté les sols et les espèces, selon leur nature. Le cycle du carbone en est désormais partie prenante ; la fréquence d'étude de cette phase est donc comparable à l'échelle des temps géologiques.
Le cycle des changements climatiques est rythmé par les sept dernières glaciations antérieures :
- jusque −450 000 ans : Interglaciaire de Waal
- jusque −400 000 ans : Glaciation de Günz ou Nébraskien
- jusque −350 000 ans : Interglaciaire de Cromer ou Aftonien
- jusque −320 000 ans : Glaciation de Mindel, ou Elster ou Kansien
- jusque −270 000 ans : Interglaciaire de Holstein ou Yamouthien
- jusque −200 000 ans : Glaciation de Riss, contemporaine du Saalien (Baltique) et de l'Illinoien (Amérique du Nord)
- jusque −125 000 ans : Interglaciaire de Eem ou Sangamonien ou Éémien
- jusque −70 000 ans : Glaciation de Würm, ou Weichsélien ou Wisconsinien
- jusque −11 625 ans AP : Optimum climatique de l'Holocène, parfois désigné comme « le nouveau réchauffement » de l'Holocène

### Période contemporaine

#### Changement climatique anthropique
Le système climatique se réchauffe depuis le XXe siècle,. La décennie 2011-2020 a été plus chaude de 0,95 à 1,2 °C que la référence préindustrielle (1850-1900). Les températures de surface augmentent d'environ 0,2 °C par décennie, l'année 2020 atteignant une température de 1,2 °C au-dessus de l'ère préindustrielle. Depuis 1950, le nombre de jours et de nuits froids a diminué, et le nombre de jours et de nuits chauds a augmenté.
Le changement climatique en cours est dû principalement aux émissions de gaz à effet de serre engendrées par les activités humaines. Cette attribution fait consensus parmi les scientifiques. Il est caractérisé par une augmentation des températures environ deux fois plus rapide sur les continents qu'au dessus des océans, une augmentation des phénomènes météorologiques extrêmes, une élévation du niveau de la mer, une acidification des océans et a un impact fort sur la biodiversité.
Le réchauffement planétaire a d'abord été évoqué par plusieurs auteurs, puis modélisé par Svante Arrhenius en 1896. L'expression anglaise d'origine, global warming, a été popularisée par le climatologue Wallace Broecker dans la revue Science le 8 août 1975.

## Effets du climat sur les espèces
Pour survivre durant une phase glaciaire, les espèces soumises à un froid trop important doivent migrer vers les plaines ou se rapprocher de l'équateur. Elles doivent le faire d'autant plus qu'elles sont sensibles au froid, ou survivre en populations moins nombreuses et parfois moins denses dans des régions refuges moins touchées par le froid.
Une théorie relie l'extinction des dinosaures à une brusque glaciation correspondant à la fin du Crétacé.